# Eduardo Castex
Eduardo Castex è una città dell'Argentina, capoluogo del dipartimento di Conhelo nella provincia di La Pampa.